# 堯延法親王
堯延法親王（1677年1月31日—1719年1月19日），俗名周慶，幼名六宮，是日本江戶時代前期、中期的法親王，生父母是靈元天皇及五條庸子，東山天皇、有栖川宮職仁親王和作宮的異母兄弟。

## 履歷
周慶在9歲進入京都妙法院師承堯恕法親王，受親王宣下後出家，法號堯延，三度擔任天台座主，以及負責指導4代將軍德川家綱的三十三回忌法會、德川家康的百回忌法會。
| 宗教頭銜          | 宗教頭銜 | 宗教頭銜          |
| ----------------- | --- | ----------------- |
| 前任： 堯恕法親王 | 妙法院門跡 第37世 | 繼任： 堯恭法親王 |
| 前任： 公辨法親王 | 天台座主 第189世 1693年11月15日－1707年7月2日 第191世 1707年12月12日－1708年8月7日 第193世 1708年8月9日－1709年5月1日 | 繼任： 公辨法親王 |
| 前任： 公辨法親王 | 天台座主 第189世 1693年11月15日－1707年7月2日 第191世 1707年12月12日－1708年8月7日 第193世 1708年8月9日－1709年5月1日 | 繼任： 良應法親王 |
| 前任： 良應法親王 | 天台座主 第189世 1693年11月15日－1707年7月2日 第191世 1707年12月12日－1708年8月7日 第193世 1708年8月9日－1709年5月1日 | 繼任： 道仁法親王 |